# Маса секундного залпу
Маса секундного залпу — чисельна характеристика озброєння, рівна загальній масі всіх снарядів, випущених гарматами бойової одиниці за одну секунду. Розраховується за формулою:
{\displaystyle M_{\Sigma }=\sum _{i=1}^{N}{\frac {m_{i}r_{i}}{60}},}
де {\displaystyle m} — маса кулі, {\displaystyle r} — швидкострільність (пострілу за хвилину), а {\displaystyle N} — загальна кількість стволів.
Маса секундного залпу - найпростіша і найбільш зрозуміла характеристика. Однак, цей показник не враховує зовнішньої балістики снаряда. Зброя, що володіє великою швидкострільністю, але малою початковою швидкістю матиме більшу масу секундного залпу, але низьку бойову ефективність внаслідок недостатньої кінетичної енергії боєприпасу.
Для оцінки руйнівного впливу кінетичної (без урахування дії заряду вибухової речовини) енергії випущених снарядів на ціль застосовується і така характеристика як дулова енергія.